# Robert Kampka
Robert Kampka (* 21. Februar 1982 in Görlitz) ist ein deutscher Fußballschiedsrichter.
Der im Hauptberuf als Truppenarzt bei der Bundeswehr tätige Kampka lebt in Mainz. Er ist für seinen Heimatverein, den TSV Schornbach, seit 2003 als Schiedsrichter für den Deutschen Fußball-Bund aktiv. 2004 stieg er in die Regionalliga Süd auf. 2008 schaffte er den Sprung in die 3. Liga. Im Jahr 2010 stieg er dann in die 2. Bundesliga auf.
In der Saison 2016/17 wurde Kampka mit Spielleitungen in der höchsten deutschen Spielklasse, der Bundesliga, betraut. Sein Erstliga-Debüt gab er am 17. September 2016 im Spiel zwischen dem Hamburger SV und RB Leipzig, das die Gäste mit 4:0 gewannen.
Am 6. Juli 2020 teilte der DFB mit, dass Kampka zur folgenden Bundesligasaison 2020/21 nicht mehr in der Bundesliga zum Einsatz kommt. Spiele der 2. Fußball-Bundesliga leitet er weiterhin.